# Ptilodactyla scrutata
Ptilodactyla scrutata is een keversoort uit de familie Ptilodactylidae. De wetenschappelijke naam van de soort is voor het eerst geldig gepubliceerd in 1866 door Kirsch.